# 王民寧
王民寧（1904年3月5日—1988年12月23日），原名長裕，別號一鶴，臺灣半唐山政治人物，中華民國陸軍中將，中國化學製藥創辦人。

## 早年生平
王民寧為臺北樹林人。早年就讀私立台灣商工學校，與王井泉、蘇紹文同為同學。1923年就讀北京大學經濟系，1925年投筆從戎，入日本陸軍士官學校二十期，選讀工科:5。
1929年回到中國任職國民政府陸軍工兵營，於一二八淞滬戰役巾有戰功，1933年轉調陸軍工兵學校教官，1941年升為陸軍獨立工兵第五團少將團長，為工兵最高官階，1942年任工兵學校研究處長，1943年在印度蘭伽接受美式軍官戰術訓練，1945年回國兼工兵學校教育處長:5。

## 戰後
1945年日本戰敗投降後，王民寧成為國民政府接管臺灣的第二號人物。亦是當時少數臺籍將領，時任臺灣省警備總司令部副官處處長。1945年10月5日，與葛敬恩同赴臺北。當時由於葛敬恩心懷恐懼，王民寧遂成為第一位步下飛機露臉的中華民國接管官員。
1947年3月二二八事件後，王民寧調任臺灣省政府警務處處長，在二二八事件後的清鄉中，王民寧台灣商工的同學省參議員林日高曾遭警方逮捕，王民寧在得知消息後密令所屬不得對外聲張，並親自督促下屬連夜趕作筆錄，天一亮便把林日高連案帶人移送台灣高等法院檢查處，使林日高未落入警總手中，未受皮肉之苦，當下保存一命。:368同年底當選第一屆國民大會台灣省台北縣代表。
1947年，台灣商工學校與私立開南商業學校等校合併為「私立開南商工職業學校」，由周延壽出任校長。二二八事件後，王民寧出任臺北市私立開南高級商工職業學校首任董事長。
1949年，王民寧調任總統府中將參軍、後歷任臺灣省政府委員及光復大陸設計研究委員會委員等職。

## 創辦中國化學製藥
1952年，王民寧與林柏壽、林宗賢等同屬「海山派」（板橋日治時期屬海山郡），與陳啟川、巫永昌、郭火炎、黃友三、高振成等人共同集資新臺幣兩百萬元，創辦中國化學製藥。向日本三共製藥買舊機器，設廠製造。
1954年，王民寧獲國民黨提名參選臺北市第二屆民選市長選舉，並得到國民黨當局的全力支持。然而最後卻意外敗給黨外的高玉樹。據住在雙園區崛江町的康寧祥回憶，當時每到中午一到，左鄰右舍就會到王民寧的競選總部報到，吃大魚大肉。飽餐一頓後再抱王民寧的選舉傳單出來，直接就送去高玉樹的競選總部的火爐裡，然後換高玉樹的傳單去發，也就是「吃王民寧的飯，投高玉樹的票」。:29此事後來獲陳重光向他證實，陳重光是國民黨員，奉命幫王民寧競選，但私下又跟高玉樹很熟，兩邊的競選總部都會去跑。有次他在高玉樹的競選總部後頭發現一個焚化爐一直在燒，走近一看發現燒的都是王民寧的傳單。想不到國民黨員再多，特務再多，還是敵不過民心向背。:29加上王民寧助選團臨時調遣人馬去臺北縣，替競選省議員的王夫人宋瓊英助陣，以致力量分散，被高陣營直搗本營。:88最終敗給了高玉樹。
| 1954年臺北市市長選舉結果                                        | 1954年臺北市市長選舉結果 | 1954年臺北市市長選舉結果 | 1954年臺北市市長選舉結果 | 1954年臺北市市長選舉結果 | 1954年臺北市市長選舉結果 | 1954年臺北市市長選舉結果 |
| 號次                                                            | 候選人                   | 政黨                     | 得票數                   | 得票率                   | 當選標記                 |                          |
| --------------------------------------------------------------- | ------------------------ | ------------------------ | ------------------------ | ------------------------ | ------------------------ | ------------------------ |
| 1                                                               | 高玉樹                   | 無黨籍                   | 110,415                  | 53.08%                   |                          |                          |
| 2                                                               | 王民寧                   | 中國國民黨               | 97,613                   | 46.92%                   |                          |                          |
| 選舉人數                                                        | 選舉人數                 | 選舉人數                 | 326,801                  | 326,801                  | 326,801                  |                          |
| 投票數                                                          | 投票數                   | 投票數                   | 214,994                  | 214,994                  | 214,994                  |                          |
| 有效票                                                          | 有效票                   | 有效票                   | 208,028                  | 208,028                  | 208,028                  |                          |
| 無效票                                                          | 無效票                   | 無效票                   | 6,713                    | 6,713                    | 6,713                    |                          |
| 領取未投票                                                      | 領取未投票               | 領取未投票               | 251                      | 251                      | 251                      |                          |
| 投票率                                                          | 投票率                   | 投票率                   | 65.79%                   | 65.79%                   | 65.79%                   |                          |
| 資料來源：《臺北市志·卷三·政制志選舉篇》，黃振超，1987年，頁252 |                          |                          |                          |                          |                          |                          |

王民寧在競選市長失敗後，「中國化學」虧損之計，邀請巫永昌之弟巫永福出任總經理。巫永福努力整頓，使公司轉虧為盈，然而巫永福因公司財務健全問題，與王家發生不愉快。最後王民寧等人邀請剛卸任臺北縣長的戴德發出任總經理。
1961年，王民寧等人邀請戴德發出任中國化學製藥總經理，然而之後王民寧與戴德發發生衝突，最後戴德發去職。巫永福在離職之前，曾以存證信函告知每位董事王家掌管公司財務的情形，並向戴德發說明王氏族人作風。戴德發上任後擋人財路，也容易樹敵。引發有人在王民寧面前造謠，雙方發生衝突。
戴德發為了整頓財務，惹火王民寧，引起王民寧說：「巫永福來還吃了很多苦！我只是請你來坐大交椅！你還想摸我的『腳穿』！」。戴德發跟著就辭職了。
王民寧晚年中風，1986年，王民寧退出開南商工董事長一職，由廖欽福接任。
1988年12月23日，病逝。王民寧逝世後，中國化學製藥為紀念其創辦貢獻，成立「財團法人王民寧先生紀念基金會」，該基金會並於1991年設置「王民寧獎」鼓勵醫藥及學術研究。

## 其他
- 1945年日本投降後，王民寧於10月5日隨葛敬恩赴台北松山機場接管臺灣。然而當挺著閃亮軍刀的日本兵列隊相迎時，葛敬恩卻因害怕而躲在飛機上，推王民寧先出來，結果使王民寧成為第一個步下飛機的中國官員。[9]
- 杜聰明稱，王民寧任臺灣省警備總司令部副官處處長時，有次他的眼睛患結膜炎，到臺大附屬醫院眼科求診，想要插隊先看。當時林姓醫師不同意，但他硬要插隊，林醫師見王穿軍裝，以為他是外省人，聽不懂日文，遂當著日本教授面前用日語罵他。當王民寧向院長杜聰明投訴林姓醫師無禮時，林醫師再罵：「我的珍寶（チンポ，陽具）比你大啦！」[10]王民寧一怒，把林醫師關在警備總部好幾天。日後臺北市長選舉時，王民寧這件事再被舊事重提，成為落選原因之一。
- 二二八事件後的清鄉中，省參議員林日高在臺北縣與新竹縣（1949年前新竹縣包含桃園）交界遭警方逮捕。當時任省警務處長的王民寧得知消息後後將林日高連夜逕送警務處，並親自坐鎮警務處。督促下屬連夜趕作筆錄，天一亮便把林日高連案帶人移送台灣高等法院檢查處，使林日高未落入警總手中。林日高在獄中鄰床的鍾逸人評論王民寧此舉使林日高方得保存一命，免受皮肉之苦。否則如果消息外洩，警總得到風聲，必定向警務處要人。王民寧即使身為警務處長，也只有眼睜睜看自己的老同學在警總受拷刑。[2]:368
- 二二八事件後，坊間曾將王民寧與蘇紹文都列入「台奸黑名單」。然而曾參與二七部隊的鍾逸人則認為此說有失公道，他認為「王民寧在警總不過當一名無權無勢的副官處長。拿來騙騙台灣人，『台灣人也有當處長的』。至於他之接掌警務處，那是警察惹禍，造成數萬台灣人死亡。正是聲名狼籍的時候，被派來給胡福相（前任警務處長）擦屁股的。由他的任期之短，便不難想見，他也是被拿來利用利用罷了。」[2]:369

## 脚注
1. ↑  臺灣話：kha-tshng。屁股。